# Моє життя (Троцький)
«Моє́ життя́: До́свід автобіогра́фії»  (рос. «Моя жизнь: Опыт автобиографии») — автобіографія Лева Троцького, одного з організаторів Жовтневої революції, що відіграв ключову роль у створенні Червоної армії. Написана у період проживання Троцького в Алмати й Туреччині; вперше опублікована 1930 року. Ця робота містить важливі історичні деталі Жовтневих подій і має яскраво виражену антисталінську спрямованість .
Автобіографія Троцького, що стала одним із найважливіших джерел для дослідників його життя, політичної долі та творчості, справила відчутний вплив на його біографів, починаючи з Ісаака Дойчера (який, через докладний аналіз сталінізму та соціоекономічного устрою СРСР, вважав екснаркома «пророком»). Багато хто з біографів Троцького просто переписував фактичний матеріал про життя революціонера з його ж книги, лише адаптуючи розказану Троцьким версію подій до реалій свого часу. Факти ж про ранні роки Троцького досі відомі лише з «Мого життя». Книга перекладена багатьма мовами світу; уперше видана в СРСР 1991 року .

## Історія
Автор «Мого життя», Лев Троцький, народжений у Янівці (нині ― село Береславка у Кіровоградській області України), був марксистським теоретиком і революціонером, що став ключовою фігурою в більшовицькій революції 1917 року та громадянській війні в Росії. Після повалення російської монархії та Тимчасового уряду, Троцький обіймав високі посади в радянському уряді, зокрема як голова Революційної військової ради та народний комісар з військових справ. Після смерті Володимира Леніна, лідера більшовиків, у 1924 році Лев Троцький вступив у політичну боротьбу з генеральним секретарем ЦК ВКП(б) Йосипом Сталіним, ставши його головним опонентом. Конфлікт між Троцьким і Сталіним виник через розбіжності в поглядах на економічну політику країни. Разом з тим, Троцький підтримував ідею світової революції, тоді як Сталін виступав за побудову «соціалізму в окремо взятій країні». Троцький і його прибічники також критикували Сталіна за бюрократизацію держапарату й нехтування альтернативними думками. Урешті, 1927 року, Сталін досягнув усунення Троцького з влади та його вигнання з СРСР у 1929 році. Спершу Троцького вислали до Алмати, а згодом до Туреччини, де він продовжив політичну діяльність та написання своїх праць.

Після висилки з СРСР та прибуття до Туреччини Лев Троцький відновив роботу, яку почав ще в алматинському засланні, з метою представити всім зацікавленим особам свій життєвий шлях: від розповіді про батьків до подій 1930 року. Книга «Моє життя» була написана «за одним присідом і завершена протягом кількох місяців». Сам Троцький писав у передмові, що «сама можливість появи її у світ створена павзою в активній політичній діяльності автора». Про інтенсивну роботу батька писав син колишнього наркома Лев Сєдов: «У нас без змін. Старий [Троцький] багато працює – підготовляє книги для друку».
В архіві НКВС зберігся невеликий аркуш зі списком потенційних назв рукопису: «Пів століття (1879—1929). Досвід автобіографії» (рос. «Полвека (1879—1929). Опыт автобиографии»), «Приливи та відливи. Автобіографія революціонера» (рос. «Приливы и отливы. Автобиография революционера»), «На службі революції. Досвід автобіографії» (рос. «На службе революции. Опыт автобиографии»), «Життя у боротьбі. Автобіографія революціонера» (рос. «Жизнь в борьбе. Автобиография революционера»), а також «Жити означає боротися. Автобіографія революціонера» (рос. «Жить — значит бороться. Автобиография революционера»).

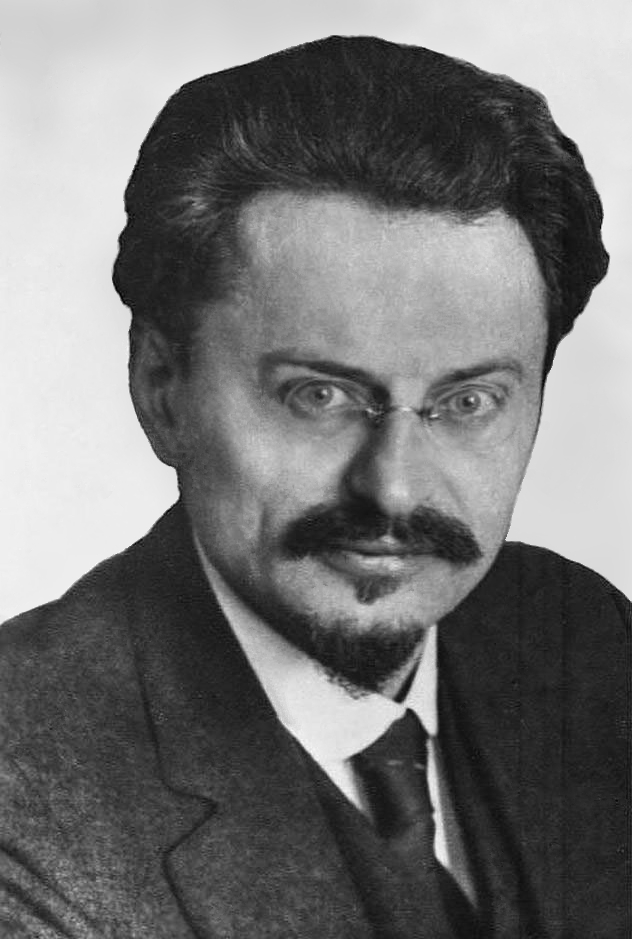
Лев Троцький 1929 року

Рукописом автобіографії негайно зацікавилися американські та англійські видавці, видавши авторові аванс у сім тисяч доларів. Вже 1930 року «Моє життя» було перекладено англійською і випущено в США та у Великій Британії. Рік по тому американське видавництво опублікувало її додатковий наклад. Тоді ж мемуари революціонера були видані у Франції, Іспанії, Чехословаччині та Польщі (видавничою компанією Bibljon): причому у Варшаві вони з'явилися не тільки польською мовою, а й ідишем. Через два роки, в 1932-му, мемуари Троцького було видано в Китаї; книга стала бестселером, забезпечивши фінансову стабільність сім'ї революціонера.
На відміну від американських видавців, які зберегли авторський підзаголовок «Досвід автобіографії», лондонське видавництво «Thorton Buttenworth» видало книгу з підзаголовком «Зліт і падіння диктатора» (англ. The Rise and Fall of a Dictator), що обурило Троцького. Ще більше його невдоволення викликав французький переклад і, особливо, супровідні коментарі Моріса Донзеля-Парижаніна, які автор вважав «образою»; судовий позов адвоката Лева Давидовича, однак, запізнився, оскільки паризьке видавництво Rieder встигло випустити наклад у продаж.
Російськомовне видавництво «Граніт», яке розташовувалося в столиці Веймарської республіки Берліні, уклало договір із Левом Давидовичем про видання книги у двох томах: це сталося вже 1930 року, хоча у вихідних даних значиться наступний, 1931 рік. Стверджується, що книговидавець отримував непоганий прибуток, хоча не відчував себе в безпеці в умовах дедалі більшої «кампанії ненависті», що нагніталася радянською владою щодо Троцького. Осторонь цькування єврея-комуніста не залишилися й нацисти, які набирали сили в Німеччині. При цьому сам автор пізніше пояснював великі обсяги продажу автобіографії тим, що її екземпляри купували агенти радянських спецслужб — з метою знищити книги.
У Радянському Союзі мемуари Троцького були вперше опубліковані 1991 року (підписано до друку у вересні 1990 року). На думку історика Юрія Ємельянова, котру він висловив у 1990 році, радянські «заборони на знайомство» з автобіографією Троцького обґрунтовувалися так: «якщо Ви читаєте троцькістську літературу, значить ви заражаєтеся троцькістськими поглядами… перетворюєтеся на троцькіста».
Книгу перекладено безліччю мов і видано практично по всьому світові. Вже 1930 року вийшли переклади англійською, чеською, французькою, італійською, іспанською та німецькою. 1969 року відбулося видання автобіографії в Ірані, а 1970-го в Туреччині.
Англійською мовою мемуари перекладали «старі знайомі Троцького»: Макс Істмен та його дружина Олена Істмен-Криленко, яка писала, що робота над перекладом їй «нічого, крім гордості та радості, не доставила». Якість їхнього перекладу була відзначена одним із критиків книги.

## Опис
У своїй автобіографії Лев Троцький прагнув відбити свій життєвий шлях у суворій хронологічній структурі, яка б підкреслювала ключові віхи як в особистій, так і в революційній діяльності автора. Книга розділена на два томи і охоплює його ранні роки, революційну діяльність, тюремні ув'язнення, заслання, еміграції, повернення до Росії та подальшу боротьбу за владу після Жовтневої революції. У першому томі Троцький описує своє дитинство в Янівці, досвід здобуття освіти, знайомство з революційними ідеями та участь у підпільній роботі. Поміж іншого, у книзі вміщено описи рідної Троцькому південноукраїнської природи; Троцький детально відтворює атмосферу українського села з його розміреним побутом, звичаями та українською мовою, що була невід'ємною частиною його повсякденного спілкування.
Такі розділи, як «Моя перша революційна організація» (рос. «Моя первая революционная организация») та «Мої перші в'язниці» (рос. «Мои первые тюрьмы»), передають драматизм раннього етапу політичної діяльності Троцького.
Другий том книги зосереджується на періоді активної участі Троцького у перевороті 1917 року та складностях, що виникли після одержання більшовиками влади. Розділ «Від липня до жовтня» (рос. «От июля до октября») докладно описує напружені події перед взяттям влади більшовиками, а розділ «Біля керма влади» (рос. «У власти») — його досвід на посаді голови виконкому Петроградської ради робітничих і солдатських депутатів. Особливу увагу приділено Берестейському миру та супутнім йому важким перемовинам, описаним у розділі «Переговори у Бересті» (рос. «Переговоры в Бресте»). У фінальних розділах Троцький описує внутрішньопартійну боротьбу, свої відносини з Леніним, розкол у керівництві та вимушене вигнання з СРСР, завершуючи книгу роздумами про політичний крах та своє життя у вигнанні.

## Критика
Після своєї публікації, книга піддалася жорсткій критиці з боку літераторів та інтелектуалів, які були прихильні до радянського уряду та вважалися «друзями СРСР». Вони характеризували спогади Троцького як спробу дискредитувати радянську владу. В СРСР мемуари Троцького суворо критикувалися навіть після десталінізації; зокрема факт публікації автобіографії на замовлення «берлінського буржуазного видавця» використовувався радянськими істориками для боротьби з «троцькізмом» і в 1980-ті роки, які описували книгу як «відверто спрямовану проти Леніна та більшовизму». Втім попри негативну реакцію всередині марксистсько-леніністського табору, «Моє життя» здобуло визнання за межами СРСР, де багато критиків, включно з тими, хто не поділяв поглядів Троцького, давали книзі схвальні характеристики, відзначаючи її історичну важливість та яскравий стиль написання.
«Всі американці в голос кричать, що за чудова книжка. Бідолашного Сталіна, напевно, завидки беруть, що не про нього, а про Вас кричать», — писала в 1930 році Олена Криленко, яка перекладала працю Троцького на англійську. Стара знайома Троцьких — Ганна Клячко — прочитавши присланий їй екземпляр, відповідала авторові: «Ваша особистість, Леве Давидовичу, цікавить і притягає всіх. І ось Ви яскраво, жваво, пластично виступаєте зі своєї книги, і всім ясно, що ж це за людина, як вона працювала, чого прагнула, і все те особисте, що так займає людей». Професор Олександр Каун, відомий своєю книгою про Максима Горького, писав, що закінчив читати американське видання спогадів Троцького з жалем: «хотілося слухати автора найціннішого внеску в історію російської революції іще й іще».
В огляді «Мого життя», опублікованому з нагоди її американського видання, професор Волтер Карл Барнс називає книгу «одним із найважливіших документів нової Росії». Він наголошує на точності та детальності роботи, особливо в порівнянні з «розпливчастими» спогадами, написаними Олександром Керенським та Сергієм Сазоновим. Професор Володимир Мамонов у 1991 році називав «Моє життя» «прецікавою [книгою], причому не тільки для фахівців». Микола Бердяєв відгукнувся про книгу як про твір, «написаний для прославлення Л. Троцького як великого революціонера і ще більше для приниження його смертельного ворога Сталіна як нікчеми та жалюгідного епігона. Але написана вона дуже талановито…». У книзі Йосип Сталін уперше названий «видатною посередністю».
У 1931 році в журналі «Пролетарська революція» з'явилася стаття Йосипа Сталіна «Про деякі питання історії більшовизму», яку можна розглядати як «відповідь» радянського лідера на «друковану продукцію Троцького» (включаючи «Моє життя»). Основний зміст сталінської статті зводився до необхідності припинення будь-якої дискусії щодо проблем історії партії та революції:
|                | Ось чому не можна допускати літературної дискусії з троцькістськими контрабандистами. Оригінальний текст (рос.) Вот почему нельзя допускать литературную дискуссию с троцкистскими контрабандистами. |
| — Йосип Сталін | |

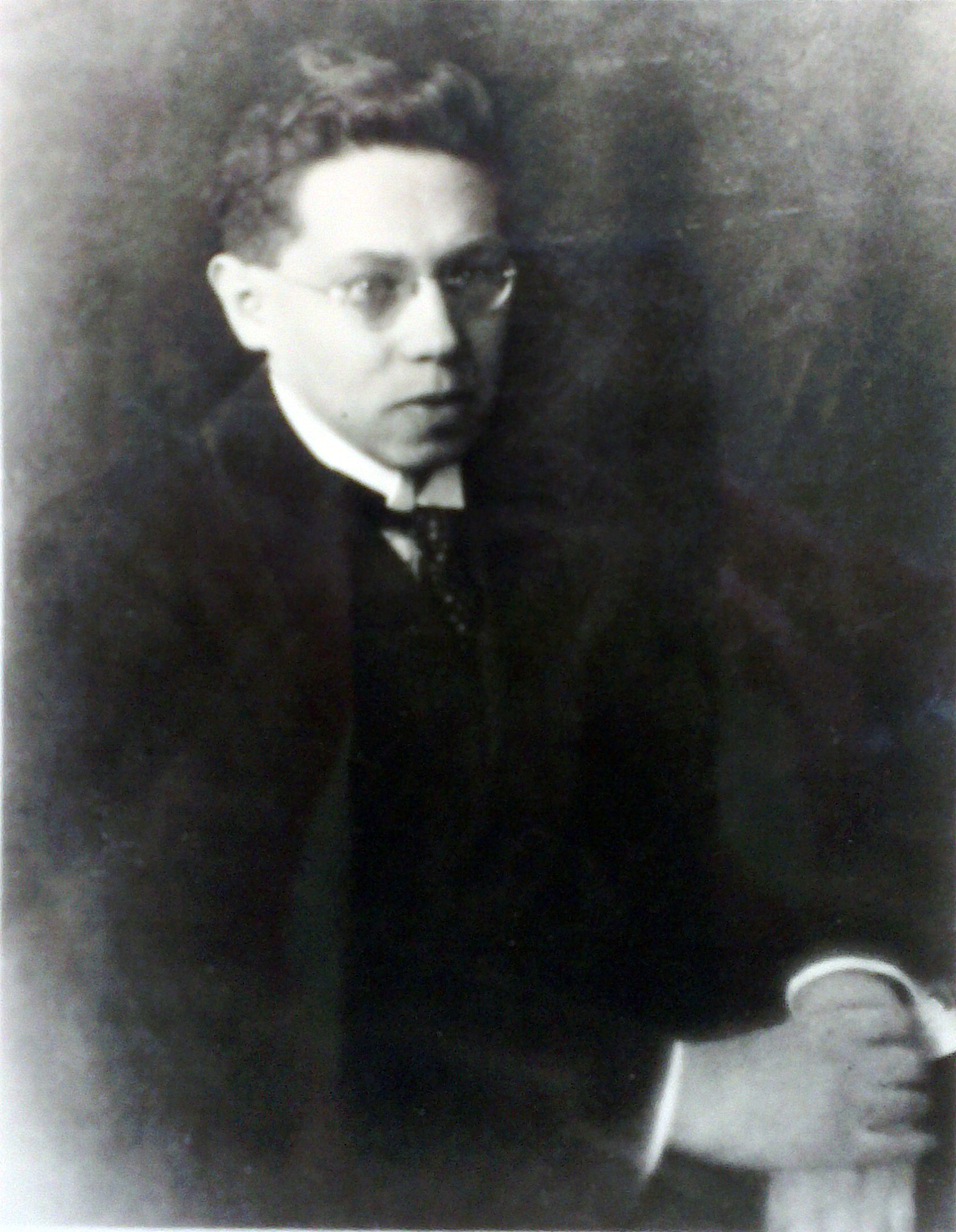
Л. Фейхтванґер у 1909 році

Німецький письменник Ліон Фейхтванґер, який відвідав Москву в 1937 році і написав після цього невелику книгу, неоднозначно відгукувався про автобіографію Троцького:
|                    | Автобіографія Троцького… є твором чудового письменника… Але типажу великого державного діяча не відбиває |
| — Ліон Фейхтванґер | |

Фейхтванґер звертав увагу на брак почуття міри у автора, його «летючу в повітрі» логіку і відсутність належних знань про «людську сутність та людські можливості». Він характеризував книгу як «повну ненависті» і «пристрасно несправедливу», звинувачуючи колишнього наркома у поєднанні правди з вигадкою. На думку німецького письменника, Троцький у своїй книзі «злісно відкидає всі заслуги Сталіна».
Стиль Троцького був відзначений нобелівським лавреатом Франсуа Моріаком: він порівнював письменницький хист Троцького з Левом Толстим та Максимом Горьким. Французький письменник вважав, що — якби Лев Давидович не обрав «революційну кар'єру» — він міг би посісти гідне місце у галереї великих російських письменників.
Американський історик Поль Ле-Блан зазначав, що біографи революціонера стверджували, що «двотомник був персоніфікованою історію російського революційного руху». Особливу цікавість становила частина, що стосується радянського періоду життя Троцького: у ній «яскраво і детально» описувалася внутрішньопартійна боротьба 1923—1927 років і роз'яснювалася політична позиція автора.

З ними згодні й анонімні автори огляду книги, опублікованого з нагоди її видання у британському Журналі Королівського інституту міжнародних відносин: не звинувачуючи автора у прямій фальсифікації (радше, в «мінімізації минулих розбіжностей»), вони звертають увагу, що в читача, незнайомого з усіма перипетіями міжфракційної боротьби РСДРП на початку XX століття, може скластися враження, що Троцький довгі роки був найближчим другом та вірним соратником В. І. Леніна:
|  | Але непосвячений читач, спокушений яскравим стилем і вмілим розташуванням «світла і тіні», міг би легко скласти враження, що з часу їхнього першого знайомства між Леніним і Троцьким була встановлена найтісніша дружба і співпраця — і що жодні серйозні відмінності не поділяли їх. Оригінальний текст (англ.) But the uninitiated reader, beguiled by the racy style and skilful arrangement of light and shade, might easily carry away the impression that, from the time of their first acquaintance, the closest friendship and collaboration were established between Lenin and Trotsky, and that no serious differences ever arose to separate them. |

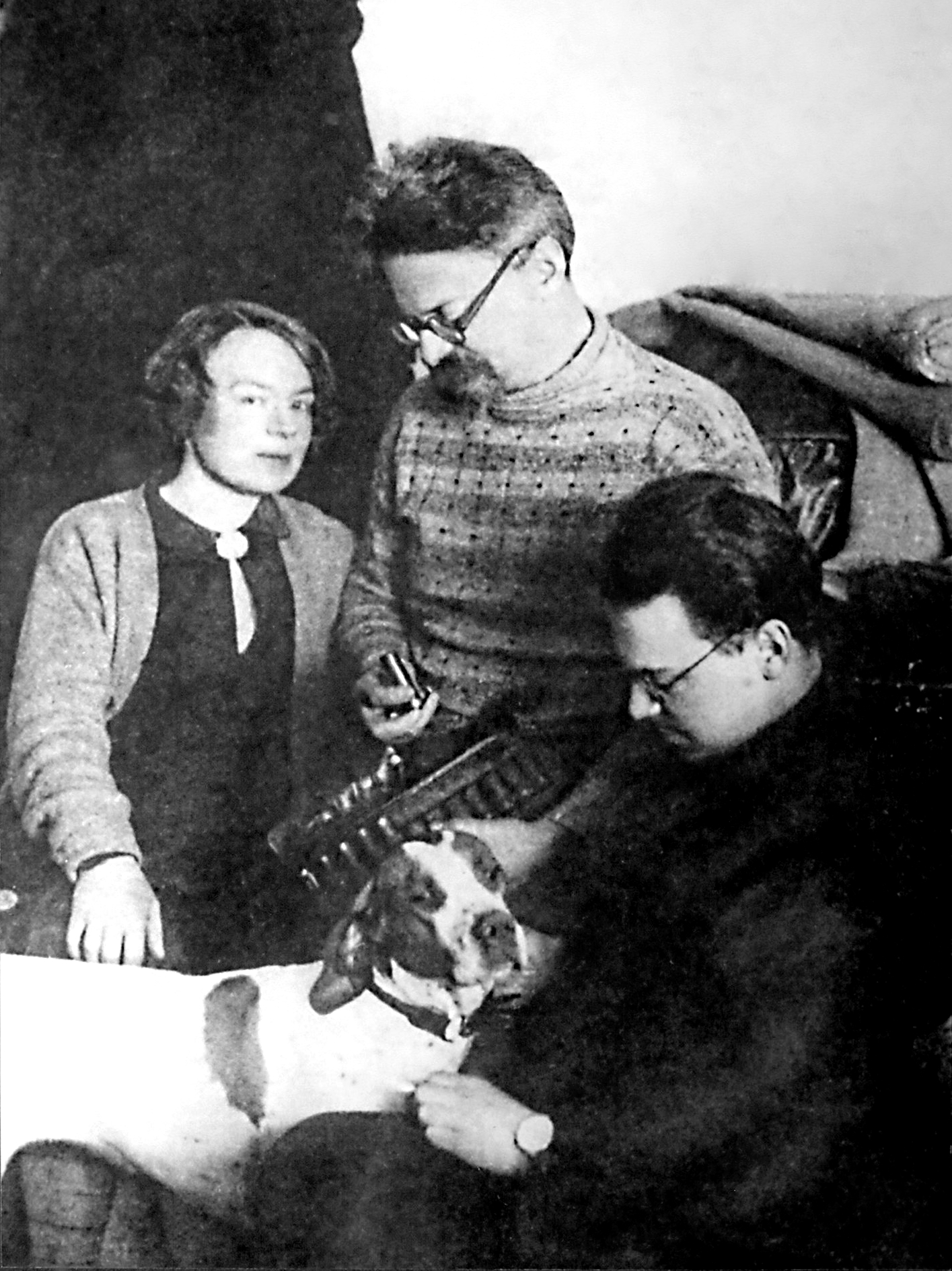
Троцький, з дружиною та сином, на засланні в Алмати (1928)

Крім того, вони, відгукуючись про останній розділ книги, присвячений «атакам» на буржуазні уряди Європи (які регулярно відмовляють Леву Давидовичу у в'їзній візі), ставлять риторичне запитання: чи було щось фундаментально неправильним у «політичній кар'єрі» головного героя, що закінчилася втратою друзів і що залишила його на самоті турецького вигнання?
Невиразність опису дитинства головного героя, відсутність подробиць (зокрема, теми антисемітизму того часу) були відзначені у рецензії до видання 1970-х років. Історик Роберт Сервіс, користуючись архівом Троцького після його відкриття, знаходить, що в ході редагування тексту автор намагався зменшувати кількість епізодів з його раннього життя, що нагадували про «заможність» сім'ї Бронштейнів, а також про їхнє єврейське коріння і зв'язки. В автобіографії також пропущено частини, пов'язані з роллю Троцького в придушенні Кронштадтського і Тамбовського повстань. Вибір джерел, зокрема цитування лише «хвалебних» відгуків про колишнього наркома, опублікованих Анатолієм Луначарським, також викликав питання. За образним висловом автора біографії революціонера Рональда Сіґала, процитованого істориком Полем Ле-Бланом у 2015 році, книга «схожа на віконну галерею, в якій тільки частина вікон має прозоре скло, інша частина — матове скло, деякі — завішані картинами, а є й ті що закладені цеглою».

Біограф Троцького, генерал Дмитро Волкогонов відніс «Моє життя» до однієї з двох найкращих книг, створених Троцьким (нарівні з «Історією російської революції»): «Навіть якби вигнанець не написав більше нічого… його ім'я назавжди залишилося б у ряду талановитих історичних письменників». Інший біограф революціонера — Ісаак Дойчер — також виокремлює саме ці два «головні історичні твори» Троцького. У післямові американського видавця автобіографії, перекладеному і німецькою мовою, відзначалася «гіркота щирого комуніста», яка «читається між рядками» у зв'язку з необхідністю для Троцького знову жити на засланні, причому — в капіталістичному світі.

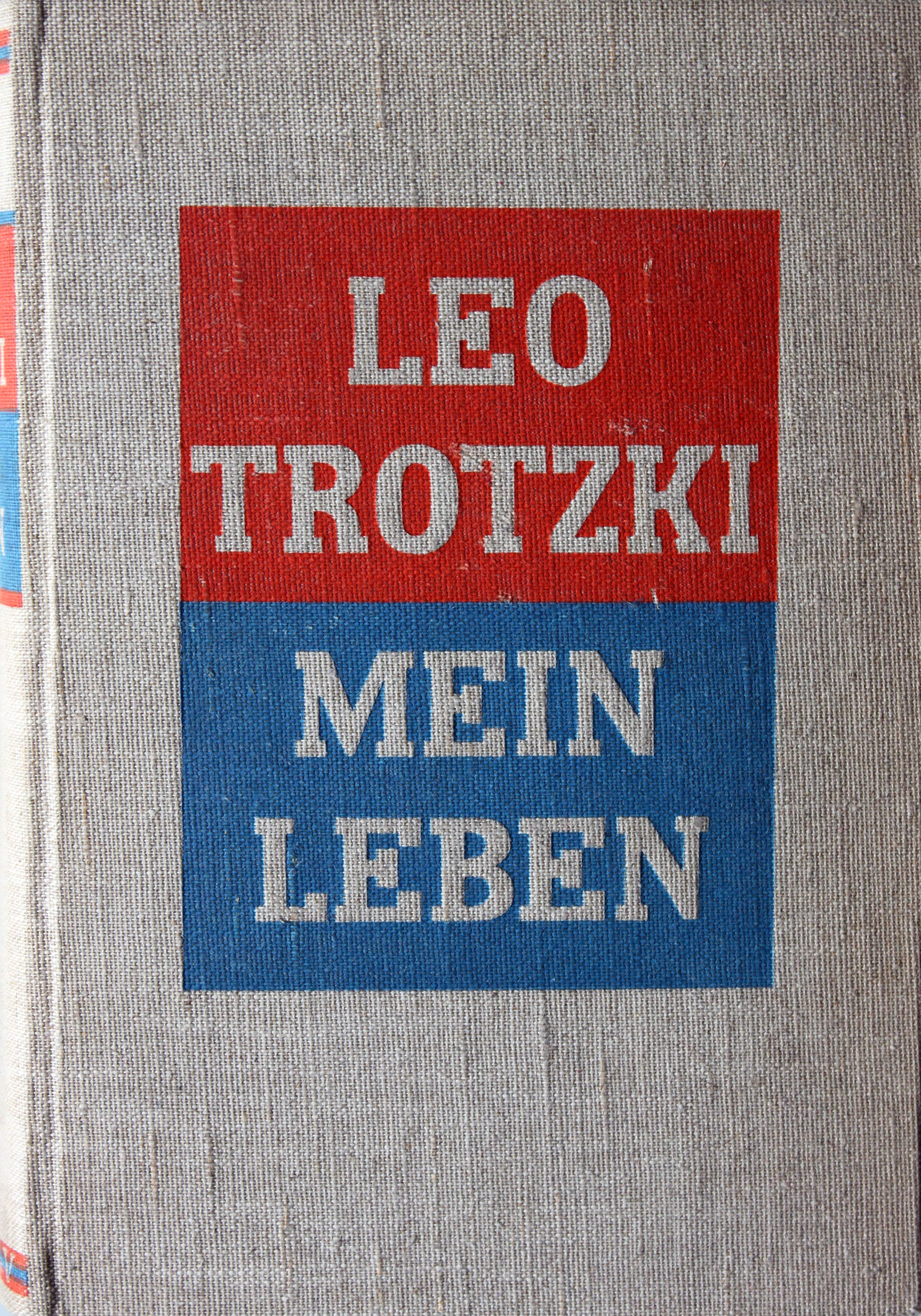
Обкладинка німецького видання (1930)

Провідний науковий співробітник Санкт-Петербурзького інституту історії Російської академії наук Володимир Черняєв вважав, що «Моє життя» доводило право автора вважатися найближчим соратником Леніна і дозволяла «звести рахунки» з колишніми соратниками у партії. На думку авторів чотиритомної біографії Троцького Юрія Фельштинського та Георгія Чернявського, «полемічні» мемуари Троцького мали «всі переваги і недоліки, які притаманні спогадам як жанру»: книга була «суб'єктивна і упереджена», що, правда, і не заперечувалося. У той же час вони називали мемуари Троцького «захопливими», а також відзначали його живу, вільну мову, залучення безлічі літературних прийомів і точність у фактологічному плані: у них майже неможливо виявити неточності у датах, іменах та спільній канві подій. Фельштинський та Чернявський також повідомляли, що найважливішими недоліками роботи були, по-перше, «концентрація уваги автора на власній персоні», і, по-друге, «не цілком щира» ідеалізація образу Володимира Леніна та всього ленінського періоду в історії СРСР.